# Воєводино
Воєводино — урочище та однойменний гірськолижний курорт в екологічно чистому районі на південному заході від села Тур'я Пасіка в Перечинському районі Закарпатської області.

## Географія

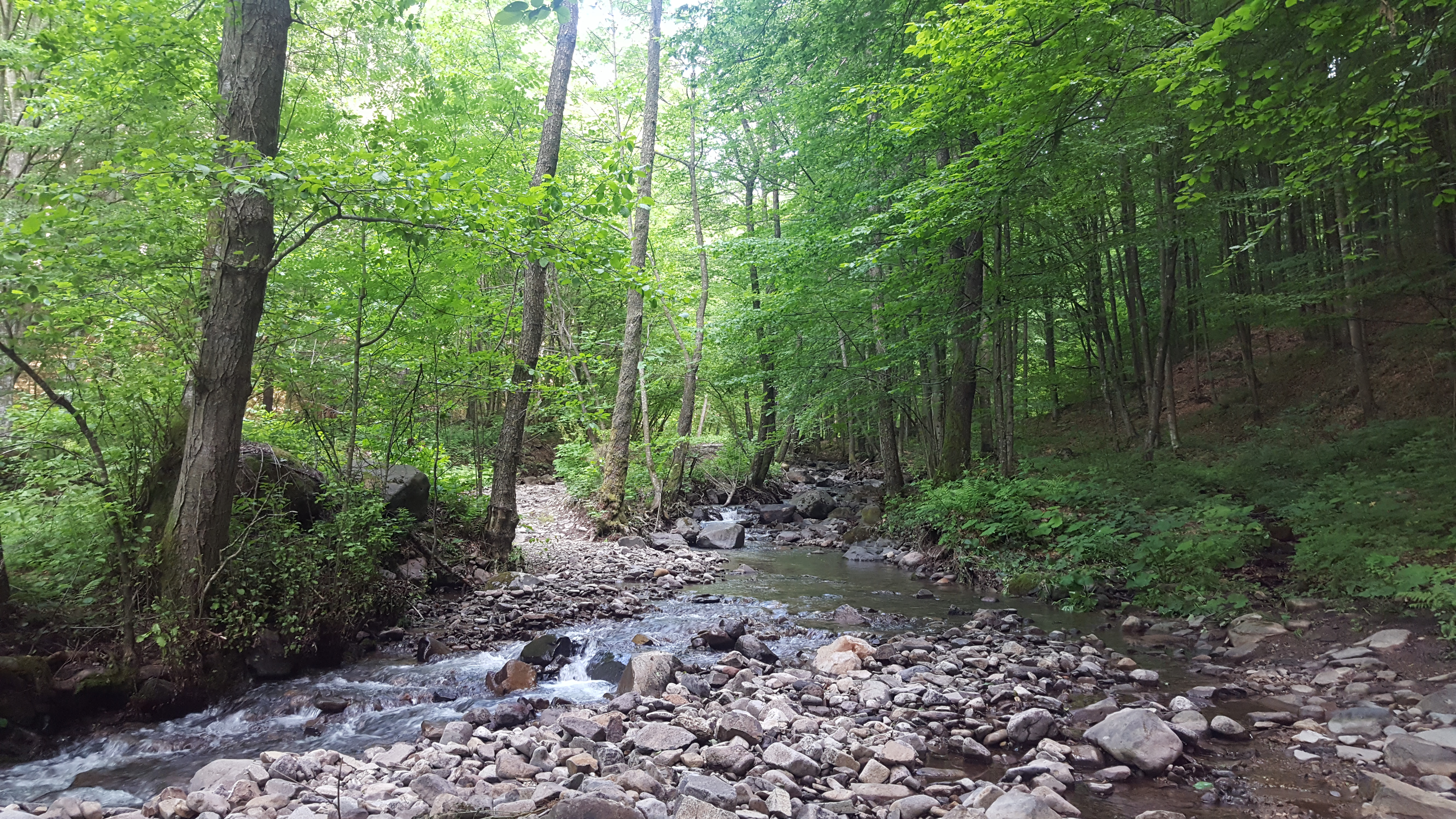
Розгалудження струмка у буковому лісі у Воєводино

Ліси урочища належать до Тур'я-Реметівського лісництва, яке входить до складу Державного підприємства «Перечинський лісгосп». Згідно з лісорослинним районуванням, територія лісництва належить до 10-го лісорослинного району — букові гірські ліси Полонинського хребта. Район розташування лісництва знаходиться під впливом материкового клімату Східноєвропейської рівнини та вологого атлантичного клімату.
Через урочище протікає струмок, який є правою притокою струмка Бистрик.

## Курорт
Воєводино — поєднання дикої природи та благ цивілізації. Курорт розміщений між Свалявою і Перечином. Комплекс в закарпатському стилі. Сніг іде з грудня по квітень. Траса середнього рівня складності довжиною 650 м, перепад висоти 100 м.

### Гірськолижні траси
Тут всього одна траса, яка підходить для початківців та лижників середнього рівня підготовки. Є ратрак і система штучного засніження трас.
- Одна траса середньої складності протяжністю 650 м, перепад висот 100 м[9].
- Навчальна траса протяжністю 100 м.

Підйомники:
- Бугельний підйомник[1] довжиною 500 м з пропускною здатністю 650 осіб на годину[9].
- Дитячий підйомник-мультиліфт[9] — 100 м.

У лісі є траси для ходьби на лижах.

### Парк
У 2013 році в курорті відкрили «Австрійський парк Шенборна», розташований на 12 гектарах, з уїзною брамою, 22 лавками з гербами країн, яким належало Закарпаття, «Кельтским садом» з «календарем друїдів», 12 містками, які символізують знаки зодіаку, Мостом чотирьох євангелістів зі скульптурами апостолів, водяним млином Святого Яна з дерева та каменю, ліхтарями, скульптурами та маршрутом для катання на відреставрованій кареті часів Австро-Угорщини. У центрі парку — штучне озеро Тур з невеликим острівцем.